# Ligue des champions européenne de l'IFAF 2017
Navigation
Ligue des champions 2016 Ligue des champions 2018
La Ligue des champions européenne de l'IFAF 2017 est la 4e édition de la Ligue des champions européenne de football américain créée par la Fédération internationale de football américain (IFAF).
À la suite des dissensions au sein de l'IFAF (division entre la branche New York et la branche Europe), il n'y a que cinq équipes qui se regroupent pour organiser une coupe européenne des clubs champions. C'est la branche IFAF New York qui reprend cette organisation et seules les équipes de la Northern European Football League (Ligue nord européenne de football américain) y participent.
Le tournoi est de type itinérant. Les éliminatoires se déroulent du 1er avril au 6 mai 2017 et la finale le 21 mai 2017.
Ce sont les Roosters de Helsinki (Helsinki Roosters) qui décrochent le titre pour la première fois de leur histoire.

## Déroulement de la compétition

### Equipes participantes (NEFL)
| Club               | Titres | Qualification          |
| ------------------ | ------ | ---------------------- |
| Poule Est          |        |                        |
| Carlstad Crusaders | 0      | Champion de Suède      |
| London Warriors    | 0      | Champion d'Angleterre  |
| Copenhagen Towers  | 0      | Champion de Danemark   |
| Poule Ouest        |        |                        |
| Helsinki Roosters  | 0      | Champion de Finlande   |
| Uppsala 86ers      | 0      | Vice-champion de Suède |

### Formule
Les cinq équipes participent au premier tour, elles sont réparties en deux poules géographie. Le premier de chaque poule se qualifie pour la finale.

## Résultats

### Premier tour

#### Poule Est
- 01.04. à 15:00 : Copenhagen Towers - Carlstad Crusaders 8 : 25[3]
- 22.04. à 15:00 : London Warriors - Copenhagen Towers 29 : 26[4]
- 06.05. à 15:00 : Carlstad Crusaders - London Warriors 32 : 12[5]

| Rang | Équipe             | Pts | J | G | N | P | Bp | Bc | Diff |
| ---- | ------------------ | --- | - | - | - | - | -- | -- | ---- |
| 1    | Carlstad Crusaders | 6   | 2 | 2 | 0 | 0 | 57 | 20 | +37  |
| 2    | London Warriors    | 3   | 2 | 1 | 0 | 1 | 41 | 58 | -17  |
| 3    | Copenhagen Towers  | 0   | 2 | 0 | 0 | 2 | 34 | 54 | -20  |

#### Poule Ouest
- 01.04. à 15:00 : Helsinki Roosters - Uppsala 86ers 41 : 27[6]
- 23.04. 15:00 : Uppsala 86ers - Helsinki Roosters 30 : 48

| Rang | Équipe            | Pts | J | G | N | P | Bp | Bc | Diff |
| ---- | ----------------- | --- | - | - | - | - | -- | -- | ---- |
| 1    | Helsinki Roosters | 6   | 2 | 2 | 0 | 0 | 89 | 57 | +32  |
| 2    | Uppsala 86ers     | 0   | 2 | 0 | 0 | 2 | 57 | 89 | -32  |

### Finale
- 21.05. 15:00  : Carlstad Crusaders - Helsinki Roosters 15 : 21 (15 : 15) après prologation[7]